# Elsie et la Rue
Elsie et la Rue est le 27e album de la série de bande dessinée Jeremiah, écrit et dessiné par Hermann, paru en 2007.

## Synopsis
Jeremiah et Kurdy sont de retour à Langton avec Milova (sauvée dans l'épisode précédent), finalement le seul endroit de quiétude pour eux. De quiétude ? Pas exactement, Blitz possède sa propre armée de pickpockets, recrutée parmi les jeunes laissés pour compte de la ville. Parmi eux, la jeune Elsie qui voudrait s'affranchir.
Elsie rencontre Milova...
Entre Milova et Kurdy qui n'en rate pas une, Tante Martha et Jeremiah ne seront pas tranquilles longtemps. Langton non plus d'ailleurs.

## Analyse
Comme ses deux héros, Hermann aime revenir à Langton de temps en temps... pas pour s'y reposer... mais pour montrer que les 
hommes ne sont bons nulle part... ou que, parmi la noirceur du monde, la bonté peut venir de n'importe où...